# نيريا أجويرو
نيريا أغويرو غارسيا (من مواليد 14 أكتوبر 1997) هي لاعب كرة قدم تلعب كظهير أيمن لنادي غرناطة لكرة القدم والمنتخب الأرجنتيني .

## النشأة
ولد أغويرو في نافالمورال دي لا ماتا ، إكستريمادورا، لأب أرجنتيني وأم إسبانية. 

## المسيرة الإحترافية
لعبت أجويرو لأندية سبورتنج دي هويلفا وإشبيلية وتوريلودونيس، وديبورتيفو ألافيس وسرقسطة، وغرناطة وكلها في إسبانيا.

## روابط خارجية
- نيريا أجويرو على موقع BDFutbol
- نيريا أجويرو على الأرشيف الرياضي العالمي

- نيريا أجويرو على إنستغرام